# Apollyon
У́ле Йёрген Му (норв. Ole Jørgen Moe; род. 1 апреля 1974), более известный под псевдонимом Apollyon — норвежский музыкант-мультиинструменталист, один из основателей группы Aura Noir, также играл в Dødheimsgard и Cadaver. В 2006 году присоединился к воссозданной группе Immortal в качестве бас-гитариста. Псевдоним музыканта происходит от греческого имени демона Абаддона.
Участвовал в записи альбомов нескольких других групп как приглашённый музыкант, исполнял вокальные партии для Darkthrone на альбомах Plaguewielder и Sardonic Wrath, а также на EP 1986 группы Audiopain. В 2003 и 2004 годах был концертным гитаристом Gorgoroth, в том числе играл на нашумевшем концерте группы в Кракове в феврале 2004 года.
В 2004 году Apollyon принимал участие в трибьют-концерте на фестивале Hole in the Sky в Бергене, посвящённом памяти основателя группы Bathory, Куортону. Он исполнял партию бас-гитары на протяжении всего концерта, а также исполнил вокальную партию в песне Equimanthorn. Помимо него в концерте принимали участие музыканты Enslaved, Emperor, Immortal, Gorgoroth, Darkthrone и Satyricon.

## Группы

### Текущие
- Aura Noir (гитара, бас, вокал, ударные)
- Immortal (бас)
- Lamented Souls (гитара, ударные, вокал)
- Waklevören (ударные)
- Two Trains (гитара)

### Бывшие
- Dødheimsgard (гитара, вокал, бас, ударные)
- Cadaver Inc. (вокал, бас)
- Gorgoroth (сессионный/концертный гитарист)

## Дискография
Aura Noir
- Two Voices One King (неизданная демозапись) (1994)
- Dreams Like Deserts… (EP) (1995)
- Black Thrash Attack (1996)
- Deep Tracts of Hell (1998)
- Increased Damnation (2000)
- The Merciless (2004)
- Hades Rise (2008)
- Out to Die (2012)
- Aura Noire (2018)

Dødheimsgard
- Monumental Possession (1996)
- Satanic Art (EP) (1998)
- 666 International (1999)

Cadaver
- Primal (демо) (как Cadaver Inc.) (2000)
- Discipline (как Cadaver Inc.) (2001)
- Live Inferno (концертный альбом) (как Cadaver Inc.) (2002)
- Necrosis (2004)

Lamented Souls
- Soulstorm (демо) (1993)
- Demo (демо) (1995)
- Essence of Wounds (7") (2003)
- The Origins of Misery (2004)

Gorgoroth
- Black Mass Krakow 2004 (DVD) (2008)

Waklevören
- Brutal Agenda (2005)
- Tiden lager alle sår (2007)

Two Trains
- Two Trains (2004)

Darkthrone (как приглашённый музыкант)
- Plaguewielder (2001)
- Sardonic Wrath (2004)

Audiopain (как приглашённый музыкант)
- 1986 (EP) (2000)

Immortal
- All Shall Fall (2009)
- The Seventh Date of Blashyrkh (DVD) (2010)